# Bythaelurus lutarius
Bythaelurus lutarius es una especie de peces de la familia Scyliorhinidae en el orden de los Carcharhiniformes.

## Morfología
• Los machos pueden llegar alcanzar los 34 cm de longitud total.

## Hábitat
Es un pez de mar que vive entre 338-766 m de profundidad.

## Distribución geográfica
Se encuentra en Mozambique y Somalia.